# Acazia (re di Giuda)
Acazia (in ebraico אֲחַזְיָהוּ , ’Aḥazyāhû, in greco ᾿Οχοζίας, Ochozias, in latino Ahazias)) (864 a.C. – Megiddo, 841 a.C.) figlio di Ioram, fu il sesto re di Giuda per un anno. Non deve essere confuso con l'omonimo re di Israele, suo zio.
Acazia (od Ocozia) era figlio di Atalia, la figlia del re di Israele Acab e nipote di Omri. Quando Ieu uccise il re d'Israele Ioram, uccise anche Acazia che si trovava in visita al suo parente e alleato.
Fra il 1993 e il 1994 durante gli scavi archeologici del sito di Lais è stata ritrovata una stele, detta Stele di Tel Dan, in cui l'autore si vanta di aver ucciso Acazia.
Ebbe per figlio Ioas, suo successore.